# فرانسوا روسو (رسام)
فرانسوا روسو (بالفرنسية: François Rousseau)‏ هو رسام ومصور فرنسي، ولد في 13 ديسمبر 1967 في أوفيرن في فرنسا.